# إزلينغتون الشمالية (دائرة انتخابية في المملكة المتحدة)
إزلينغتون الشمالية (بالإنجليزية: Islington North)‏ هي إحدى الدوائر الانتخابية في المملكة المتحدة الممثلة في مجلس العموم في برلمان المملكة المتحدة.
عضو البرلمان الذي يمثلها حالياً هو : جرمي كوربن.